# Koninklijke Muziekvereniging De Leiezonen Desselgem
De Koninklijke Muziekvereniging De Leiezonen is een Belgisch fanfare-orkest uit Desselgem (Waregem).
De vereniging werd gesticht op 11 augustus 1894 in het West-Vlaamse Desselgem als harmonieorkest. Pas in 1964 werd het orkest omgevormd tot zijn huidige fanfarevorm.
Het orkest staat sinds 1986 geklasseerd in de Superieure afdeling, de hoogste afdeling in België.
Sinds 2002 staat het orkest onder de muzikale leiding van dirigent Diederik De Roeck.
Het fanfareorkest heeft ook een jeugdwerking, FanfareFans en FanfarAteljee.

## Palmares
Sinds 1986 staat het orkest gerangschikt in de Superieure afdeling.
Enkele opvallende resultaten van de laatste jaren zijn de provinciale, nationale en internationale titels.
In 2009 nam het orkest voor het eerst deel aan het Wereld Muziek Concours (WMC) te Kerkrade. In de categorie Fanfares, Derde Afdeling behaalden ze er de overwinning met 91,27%. Op de volgende editie in 2013 trad het orkest aan in de Tweede Afdeling. Ook daar werden ze wereldkampioen met een score van 96,04%.
In 2014 werd het fanfareorkest verkozen tot Cultureel Ambassadeur van de stad Waregem. Sindsdien werd de titel elke keer verlengd.
Na hun derde deelname aan het Wereld Muziek Concours in juli 2017 werd het orkest met een score van 92,67% nipt vice-wereldkampioen in de Tweede Afdeling. In oktober 2017 werd het orkest ook geselecteerd door de provincie West-Vlaanderen bij de 15 beste ensembles van de provincie. Bij de eerste deelname aan het WMC in Eerste Divisie behaalde de fanfare een score van 87,58%. 

## Concerten
Het orkest heeft de gewoonte om op regelmatige basis artistieke concerten te organiseren die andere kunstvormen en verenigingen/personen in de schijnwerper zetten. Zo werd er reeds een Circusconcert georganiseerd in een echte circustent, enkele dansconcerten met als titel Night of the Dance, filmconcerten en kunstconcerten.
In 2010 maakte het orkest deel uit van de NTG-productie Aïda*, met o.a. Wim Opbrouck, Els Dottermans en Ann Miller. Het orkest stond 29 keer op het podium en trad ook met het NTG-koor op tijdens OdeGand voor 8000 toeschouwers.
In 2015 en 2016 trad het orkest op in de productie En avant, marche!, een samenwerking tussen regisseurs Alain Platel (Les Ballets C de la B) en Frank Van Laecke en componist Steven Prengels. Het orkest speelde in verscheidene theaterzalen in België, waaronder het NTG, de Vlaamse Opera (Antwerpen) en de Stadsschouwburg van Brugge en Kortrijk.
Er werd voor de jaarlijkse lenteconcerten ook reeds samengewerkt met o.a. Stijn Meuris en Michiel Hendrickx. 

## Opnames
Het orkest nam in eigen organisatie de cd 'Trias' op. Op de cd zijn ook twee andere orkesten te beluisteren, nl. Koninklijk Fanfareorkest Volksopbeuring Massemen vzw en Ensemble Kreato uit Halle. Beide orkesten staan ook onder leiding van dirigent Diederik De Roeck.
De cd werd opgenomen in samenwerking met Mirasound.
Zowel in 2009 als in 2013 is de live-opname van het plichtwerk op het WMC verschenen op de Highlights-cd van dit concours.